# ممفیس (تنسی)
ممفیس (به انگلیسی: Memphis) دومین شهر پرجمعیت ایالت تنسی است. و ۲۸ اُمین شهر بزرگ ایالات متحده است. این شهر که در جوار رودخانه می‌سی‌سی‌پی قرار دارد، جمعیتی بالغ بر ۶۵۱۰۰۰ نفر دارد.
که به همراه شهرستان های اطراف ممفیس ۱۳۰۰۰۰۰ می باشد.
ممفیس پنجمین شهر پرجمعیت جنوب شرقی، بیست و هشتمین شهر بزرگ کشور و همچنین بزرگ‌ترین شهر همسایه با رودخانه می‌سی‌سی‌پی است. منطقه شهری ممفیس شامل غرب تنسی و منطقه بزرگ مید-جنوبی است که شامل بخش‌هایی از آرکانزاس، می‌سی‌سی‌پی و غرفه میسوری است. ممفیس یکی از شهرهای تاریخی و فرهنگی مهم در جنوب ایالات متحده است که دارای مناظر متنوع و محله‌های متمایز است. اولین کاشف اروپایی که از منطقه ممفیس کنونی بازدید کرد، فاتح اسپانیایی هرناندو د سوتو در سال ۱۵۴۱ بود. بلوف‌های مرتفع چیکاسو که از آب‌های می‌سی‌سی‌پی محافظت می‌کردند، با توسعه ممفیس توسط استعمارگران اسپانیایی، فرانسوی و انگلیسی به چالش کشیده شدند. در سال ۱۸۱۹، زمانی که ممفیس مدرن تأسیس شد، بخشی از قلمرو ایالات متحده بود. جان اورتون، جیمز وینچستر و اندرو جکسون شهر را تأسیس کردند.
بر اساس ثروت مزارع پنبه و ترافیک رودخانه در امتداد می‌سی‌سی‌پی، ممفیس به یکی از بزرگ‌ترین شهرهای جنوب Antebellum تبدیل شد. پس از جنگ داخلی آمریکا و پایان برده داری، شهر تا قرن بیستم به رشد خود ادامه داد. این یکی از بزرگ‌ترین بازارهای جهانی برای پنبه و الوار شد. ممفیس که بزرگ‌ترین جمعیت آفریقایی-آمریکایی تنسی است، نقش برجسته ای در جنبش حقوق مدنی سیاه‌پوستان آمریکا (۶۸–۱۹۵۵) ایفا کرد. رهبر مارتین لوتر کینگ جونیور در سال ۱۹۶۸ پس از فعالیت‌های حمایت از اعتصاب کارگران تعمیر و نگهداری شهر در آنجا ترور شد. موزه ملی حقوق مدنی در آنجا تأسیس شد و یک مؤسسه وابسته به اسمیتسونیان است. از دوران حقوق مدنی، ممفیس به یکی از مراکز تجاری پیشرو کشور در حمل و نقل و تدارکات تبدیل شده‌است. بزرگ‌ترین کارفرما FedEx است که مرکز هوایی جهانی خود را در فرودگاه بین‌المللی ممفیس حفظ می‌کند.
از زمان فروپاشی اتحاد جماهیر شوروی در سال ۱۹۹۱، ممفیس جانشین آنکوریج به عنوان شلوغ‌ترین فرودگاه باری در جهان شده‌است. بندر بین‌المللی ممفیس همچنین میزبان پنجمین بندر پرتردد آب داخلی در ایالات متحده است. شبکه تحقیقاتی جهانی شدن و شهرهای جهان، ممفیس را از سال ۲۰۲۰ یک شهر جهانی در سطح «کفایت» می‌داند. ممفیس مرکز رسانه و سرگرمی است، به ویژه یک صحنه موسیقی تاریخی. با باشگاه‌های بلوز در خیابان بیل که صدای بی‌نظیر بلوز ممفیس را نشات می‌دهند، این شهر به «خانه بلوز» ملقب شده‌است. موسیقی آن همچنان با ترکیبی چند فرهنگی از تأثیرات شکل گرفته‌است: کانتری، راک اند رول، سول و هیپ هاپ. این شهر محل استقرار یک تیم ورزشی حرفه ای بزرگ به نام گریزلیز NBA است. جاذبه‌های دیگر عبارتند از گریسلند، هرم ممفیس، استودیو سان، تالار مشاهیر بلوز و موزه موسیقی روح آمریکایی Stax. باربیکیو به سبک ممفیس به شهرت بین‌المللی دست یافته‌است و این شهر میزبان مسابقات جهانی آشپزی باربیکیو قهرمانی جهان است که هر سال بیش از ۱۰۰۰۰۰ بازدید کننده را به خود جذب می‌کند. موسسات آموزشی سطح عالی عبارتند از دانشگاه ممفیس و کالج رودز.

## ایرانیان ممفیس
ممفیس  نزدیک به ۲۵۰۰ ایرانی-آمریکایی ساکن دارد. لیلی افشار نوازنده گیتار کلاسیک از جمله جمعیت ایرانی-امریکایی این شهر می‌باشد.
و همچنین دانشگاه ممفیس دارای یک دپارتمان بنام PERSIAN STUDENTS ASSOCIATION UNIVERSITY OF MEMPHIS برای دانشجویان ایرانی می باشد.

## فرهنگ و گردشگری
ممفیس زادگاه موسیقی سبک «بلوز» است. الویس پریسلی، بی بی کینگ، آیزاک هیز، آرتا فرانکلین، ال گرین، روی اوربیسن، جانی کش، ویلیام هندی، تینا ترنر، و بسیاری دیگر از بنیان گذاران موسیقی نوین غربی، همگی در این شهر مراحل آغازین خود را سپری نمودند. مورگان فریمن نیز متولد این شهر است.
کتابخانه عمومی ممفیس ۱۹ شعبه دارد.
ممفیس دارای مراکز تفریحی و گردشی بسیاری مثل باغ وحش ممفیس ،موزه ممفیس ،پارک بزرگ شلبی فارم و دریاچه ، عمارت گریسلند،مجتمع تفریحی گردشی Boss Pro Shops ، هتل بزرگ هیلتون ، مناطق جنگلی و همچنین دارای انواع مختلف رستوران های ایتالیایی ،ژاپنی ،مکزیکی و عربی است.

## ورزش و آب و هوا
تیم بسکتبال ممفیس گریزلیز از این شهر است که حامد حدادی بازیکن تیم ملی بسکتبال ایران در سال ۲۰۰۸ میلادی به عضویت این تیم درآمده‌است.همچنین ورزش مورد علاقه مردم ممفیس بسکتبال،بیسبال و فوتبال امریکایی میباشد.
ممفیس به دلیل مجاورت با رودخانه می سی سی پی دارای آب و هوای شرجی و بیش تراوقات بارانی است . میانگین دما در زمستان 5 درجه و در تابستان 30 درجه سانتی گراد می باشد.

## مراکز دانشگاهی

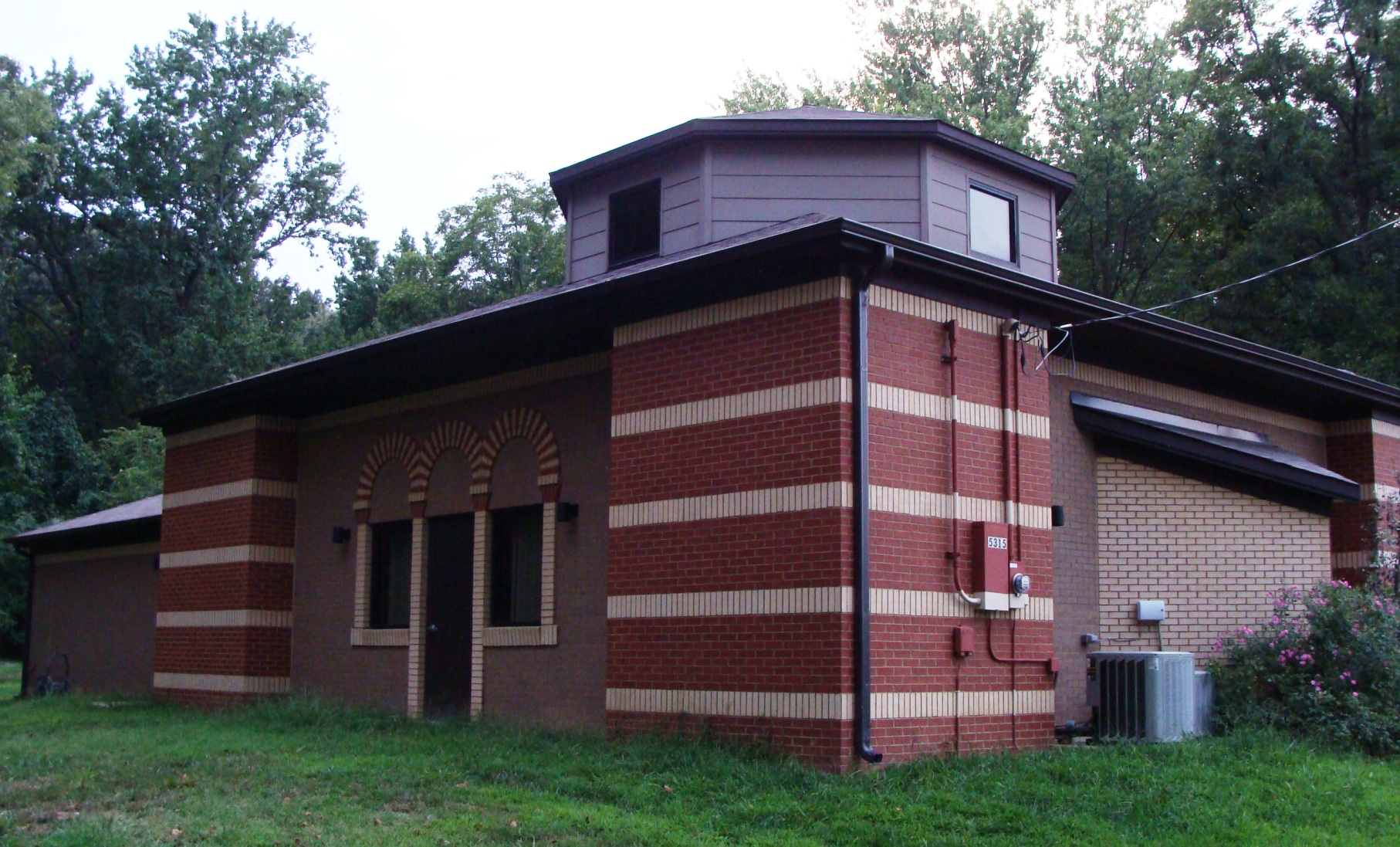
مرکز اسلامی شیعیان شهر ممفیس در تنسی.

ممفیس شهریست که در آن بیمارستان تحقیقاتی اطفال سن جود، کالج رودز، کالج جنوبی اوپتومتری،Southwest Tennessee Community College و دانشگاه ممفیس قرار دارند.
دانشگاه ممفیس یکی از بزرگ‌ترین دانشگاه های ایالت تنسی است.همچنین این دانشگاه و دانشگاه های دیگر شهر ممفیس هر ساله میزبان طیف گسترده ای از دانشجویان بین المللی هستند.

## اقتصاد
فرودگاه بین‌المللی ممفیس از بزرگ‌ترین و شلوغ ترین فرودگاه‌های ایالات متحده (از لحاظ حجم مبادلات تجاری) است.
شرکت فدرال اکسپرس (بزرگ‌ترین شرکت باری جهان)در این شهر مرکزیت دارد.
یکی از دلایل اهمیت این شهر مجاور بودن ایالت می سی سی پی از جنوب و ایالت آرکانزاس از سمت غرب با ممفیس میباشد.